# راي جالتون
ريمون بيرسي جالتون (بالإنجليزية: Ray Galton)‏ (17 يوليو 1930 - 5 أكتوبر 2018) كاتب سيناريو إذاعي وتلفزيوني إنجليزي ، اشتهر بكتابة جالتون وسيمبسون الكوميدية بالاشتراك مع آلان سيمبسون. ابتكرا وكتبا معًا مسلسلات كوميدية على البي بي سي في الخمسينيات والستينيات من القرن العشرين، بما في ذلك نصف ساعة هانكوك (1954-1961) ، الموسمين الأولين من مسرح الكوميديا (1961-1963) ، وستيبتو اند صن (1962-1974).
ولد جالتون في بادنغتون وبعد إنهاء التعليم عمل في نقابة عمال النقل. فاز جالتون بجائزتين من الأكاديمية البريطانية لفنون السينما والتلفزيون من بين العديد من الجوائز الأخرى مثل جائزة الكوميديا البريطانية. منح رتبة الضابط الشرفية في عام 2000 وحصل هو وسيمبسون على جائزة بافتا للزمالة الأكاديمية في 8 مايو 2016.